# Compsocerus bicoloricornis
Compsocerus bicoloricornis är en skalbaggsart som beskrevs av Schwarzer 1923. Compsocerus bicoloricornis ingår i släktet Compsocerus och familjen långhorningar. Inga underarter finns listade i Catalogue of Life.